# Регіональний ландшафтний парк «Панай»
Панай — регіональний ландшафтний парк в Україні. Створений згідно з рішенням Запорізької обласної ради від 27.11.1998 року на території Василівського району. 
Площа 1025 га, в тому числі 250 га — зелена зона м. Дніпрорудне (урочища «Великий Луг», «Залізничне» та парк «Дружба»), 300 га — урочище «Маячанська Балка» разом з охоронною зоною, 475 га — урочище «Білогірське» разом з охоронною зоною.
Зелена зона м. Дніпрорудне є рекреаційною і призначена для організації відпочинку населення, проведення еколого-освітньої і виховної роботи та наукових досліджень по збереженню біорізноманіття в умовах антропогенного впливу. Являє собою яружно-балочну систему балки Кам'яної і прибережжя Каховського водосховища.
Урочища «Маячанська Балка» і «Білозерське» є абсолютно-заповідною зоною парку і призначені для охорони рідкісних та зникаючих видів флори і фауни в природних умовах, а також наукових досліджень по їх збереженню. Являють собою балочну систему балки Маячинської з її численними відрогами та плавневу ділянку річки Білозірки з байрачними лісами обох берегів.
Регіональний ландшафтний парк належить до переліку природно-заповідних територій, особливо важливих для збереження біорізноманіття Запорізької області.

## Флора і фауна
Географічне розташування, ландшафтне різноманіття та антропогенний вплив навколишнього середовища на території парку зумовили широке різноманіття рослинних формацій. Це й штучно створені лісонасадження, і байрачні ліси, і степові ділянки, і заплавні луки, й зарослі очеретів і чагарників. Цим пояснюється багатство флори і фауни: понад 200 видів рослин, близько 30 видів риб, земноводних — 7 видів, рептилій — 12 видів, 187 видів птахів, 45 видів ссавців. На жаль, ще не повністю вивчені комахи та інші безхребетні, але серед тих, що вже спостерігались понад 70 видів — представники Червоної книги України (дибка степова, сколія гігантська, джміль лезус, махаон подалірій та інші). А всього зареєстрованих представників Червоної книги України і Європейських червоних списків серед рослин — 41-48 видів, серед тварин — 86 видів.
Найяскравішими представниками дикої природи парку «Панай» є: береза дніпровська, брандушка різнобарвна, тюльпан Шренка, ковила Лессінга, очеретяна ропуха, степова гадюка, полоз жовточеревий , орел-могильник, канюк степовий, огар, борсук, вечірниця мала тощо.

## Національний природний парк «Великий Луг»
Регіональний ландшафтний парк «Панай» входить до складу Природно-заповідного фонду України, а з 2001 року включений до Смарагдової мережі Європи. Відповідно до Закону України «Про загальнодержавну програму формування національної екологічної мережі України на 2000–2015 роки» на основі РЛП «Панай», Указом Президента України № 121/2006 від 10 лютого 2006 року створено Національний природний парк «Великий Луг», до якого будуть надані землі у постійне користування Василівською районною державною адміністрацією в кількості 8,9 тис. га, землі Регіонального ландшафтного парку «Панай» в кількості 385 га.